# Polymera (Polymera) rogersiana
Polymera (Polymera) rogersiana is een tweevleugelige uit de familie steltmuggen (Limoniidae). De soort komt voor in het Nearctisch gebied.